# Diocesi di Palmeira dos Índios
La diocesi di Palmeira dos Índios (in latino: Dioecesis Palmiriensis Indorum) è una sede della Chiesa cattolica in Brasile suffraganea dell'arcidiocesi di Maceió. Nel 2021 contava 595.055 battezzati su 630.785 abitanti. È retta dal vescovo Manoel de Oliveira Soares Filho.

## Territorio
La diocesi comprende 34 comuni nella parte centrale dello stato brasiliano dell'Alagoas: Água Branca, Batalha, Belo Monte, Cacimbinhas, Canapi, Carneiros, Delmiro Gouveia, Dois Riachos, Estrela de Alagoas, Igaci, Inhapi, Jacaré dos Homens, Jaramataia, Major Isidoro, Mar Vermelho, Maravilha, Mata Grande, Minador do Negrão, Monteirópolis, Olho d'Água das Flores, Olho d'Água do Casado, Olivença, Ouro Branco, Palestina, Palmeira dos Índios, Pão de Açúcar, Pariconha, Paulo Jacinto, Piranhas, Poço das Trincheiras, Quebrangulo, Santana do Ipanema, São José da Tapera e Senador Rui Palmeira.
Sede vescovile è la città di Palmeira dos Índios, dove si trova la cattedrale di Nostra Signora dell'Amparo (Nossa Senhora do Amparo).
Il territorio si estende su 10.858 km² ed è suddiviso in 36 parrocchie.

## Storia
La diocesi è stata eretta il 10 febbraio 1962 con la bolla Quam supremam di papa Giovanni XXIII, ricavandone il territorio dall'arcidiocesi di Maceió e dalla diocesi di Penedo.

## Cronotassi dei vescovi
Si omettono i periodi di sede vacante non superiori ai 2 anni o non storicamente accertati.
- Otávio Barbosa Aguiar † (4 luglio 1962 - 29 marzo 1978 dimesso)
- Epaminondas José de Araújo † (5 giugno 1978 - 28 novembre 1984 dimesso)
- Fernando Iório Rodrigues † (1º marzo 1985 - 12 luglio 2006 ritirato)
- Dulcênio Fontes de Matos (12 luglio 2006 - 11 ottobre 2017 nominato vescovo di Campina Grande)
- Manoel de Oliveira Soares Filho, dal 19 dicembre 2018

## Statistiche
La diocesi nel 2021 su una popolazione di 630.785 persone contava 595.055 battezzati, corrispondenti al 94,3% del totale.
| anno | popolazione | popolazione | popolazione | presbiteri | presbiteri | presbiteri | presbiteri                | diaconi | religiosi | religiosi | parrocchie |
| anno | battezzati  | totale      | %           | numero     | secolari   | regolari   | battezzati per presbitero | diaconi | uomini    | donne     | parrocchie |
| ---- | ----------- | ----------- | ----------- | ---------- | ---------- | ---------- | ------------------------- | ------- | --------- | --------- | ---------- |
| 1965 | 320.000     | 327.000     | 97,9        | 19         | 14         | 5          | 16.842                    |         | 8         | 31        | 13         |
| 1970 | 335.000     | 337.980     | 99,1        | 19         | 14         | 5          | 17.631                    |         | 7         | 33        | 14         |
| 1976 | 364.000     | 380.000     | 95,8        | 17         | 15         | 2          | 21.411                    |         | 2         | 38        | 15         |
| 1977 | 440.000     | 454.000     | 96,9        | 18         | 18         |            | 24.444                    |         |           | 45        | 15         |
| 1990 | 524.000     | 582.000     | 90,0        | 24         | 24         |            | 21.833                    |         |           | 52        | 16         |
| 1999 | 596.000     | 661.000     | 90,2        | 36         | 36         |            | 16.555                    |         |           | 39        | 24         |
| 2000 | 470.000     | 565.000     | 83,2        | 38         | 36         | 2          | 12.368                    |         | 2         | 35        | 24         |
| 2001 | 470.000     | 565.000     | 83,2        | 39         | 37         | 2          | 12.051                    |         | 2         | 35        | 24         |
| 2002 | 588.000     | 700.000     | 84,0        | 37         | 37         |            | 15.891                    |         |           | 38        | 25         |
| 2003 | 470.000     | 559.673     | 84,0        | 37         | 37         |            | 12.702                    |         |           | 32        | 24         |
| 2004 | 470.000     | 559.673     | 84,0        | 37         | 37         |            | 12.702                    |         |           | 32        | 27         |
| 2013 | 512.599     | 583.671     | 87,8        | 46         | 46         |            | 11.143                    |         |           | 37        | 33         |
| 2016 | 516.000     | 584.700     | 88,3        | 50         | 47         | 3          | 10.320                    |         | 3         | 36        | 34         |
| 2019 | 560.700     | 621.500     | 90,2        | 51         | 49         | 2          | 10.994                    |         | 2         | 30        | 36         |
| 2021 | 595.055     | 630.785     | 94,3        | 52         | 50         | 2          | 11.443                    |         | 3         | 30        | 36         |